# Панк-джаз
Панк-джаз (панк-фанк, ноу-уэйв) — музыкальный жанр, который описывает слияние элементов джазовой традиции (особенно фри-джаза и джазового фьюжна 1960-х и 1970-х годов) с инструментальным или концептуальным наследием панк-рока. Группы Naked City, James Chance and the Contortions, Lounge Lizards, Universal Congress Of, Laughing Clowns, Midori являются примерами панк-джазовых исполнителей.

## История

### 1970-е
Певица Патти Смит разработала извилистый, импровизированный стиль панка, образованный благодаря джазу. В Англии саксофонист Лол Коксхилл выступал с панк-актами. Панк-барабанщики, Джет Блэк и Топпер Хидон играли в джазовых группах.
Австралийская панк-сцена середины 1970-х годов также находилась под влиянием джаза. Введение свинговых аранжировок на альбоме группы The Saints Prehistoric Sounds были перенесены в последующую группу Эда Кюппера, Laughing Clowns. Кюппер стремился создать свободную джазовую эстетику, подобную эстетике Sun Ra, Фэроу Сандерса и Джона Колтрейна. Ранние панк-проекты Олли Олсена также черпали вдохновение в свободном джазе, включая Орнетта Коулмана. Группа The Birthday Party включала в себя различные элементы джаза в конце 1970-х годов. Усилия этих австралийских панк-групп были описаны как «пустынный джаз».

### 1980-е

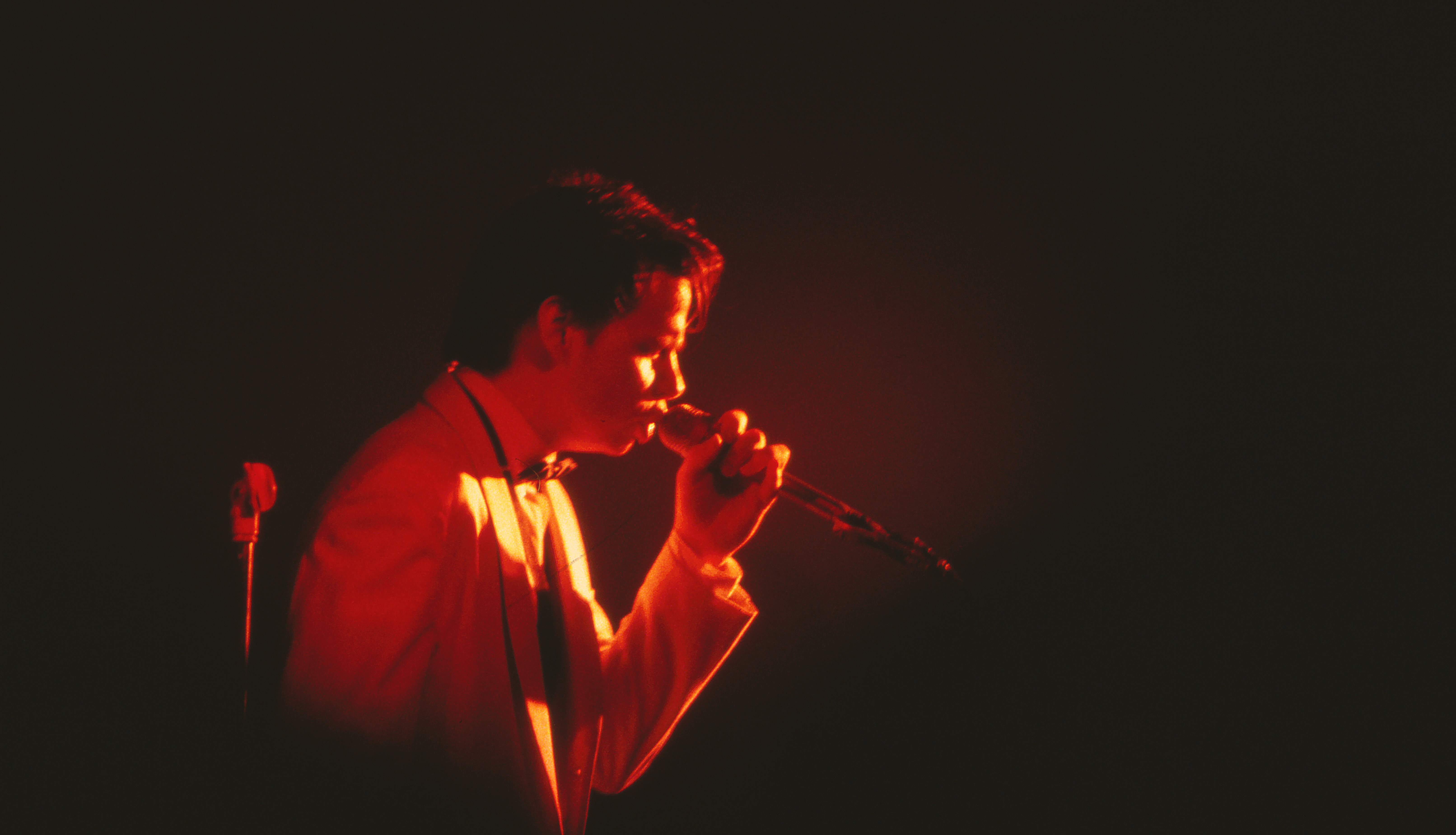
Джеймс Ченс в Берлине, 1981 год.

В течение 1980-х годов ослабление ортодоксальности, одновременно с пост-панком, привело к новому пониманию джаза.
В Лондоне группа The Pop Group начала смешивать свободный джаз, наряду с даб-регги, в свой бренд панк-рока.
Ник Кейв заявил, что песня «We Are All Prostitutes» оказала большое влияние на группу The Birthday Party. Звучание альбома Junkyard было описано одним журналистом как смесь безволновой гитары, фри-джазового сумасшествия и панк-обработанной угловатости музыканта Капитана Бифхарта.
В Нью-Йорке примеры этого стиля включают альбом Лидии Ланч, Queen of Siam, творчество Джеймса Чанса и The Contortions, которые смешали фанк с фри-джазом и панк-роком, а также Грея и The Lounge Lizards. Кроме того, Билл Ласвелл и его группа Material смешивали фанк, джаз и панк, в то время как его вторая группа, Massacre добавляла импровизацию к року. Он был членом американской свободной джазовой группы Last Exit и Pain Killer.
Джеймс Блад Ульмер применил гармолодический стиль Коулмена к гитаре и искал связи с ноу-вейв. Группа Bad Brains, широко признанный создатель хардкорного стиля, начала с попытки джазового фьюжна. Гитарист Джо Байза исполнил свою смесь панка и фри-джаза с Saccharine Trust и в Universal Congress of под влиянием творчества саксофониста Альберта Эйлера. Грег Джинн из группы Black Flag включил элементы фри-джаза в свою игру на гитаре, особенно это заметно в альбоме The Process of Weeding Out. Генри Роллинз высоко оценил фри-джаз, выпустив альбомы Мэтью Шиппа на своем лейбле звукозаписи и сотрудничая с Чарльзом Гейлом. На группу Minutemen оказали влияние джаз, фолк и фанк. Майк Уотт из группы говорил о том, что он любит слушать Джона Колтрейна.
Голландская анархо-панк группа The Ex также включила в свое творчество элементы фри-джаза, особенно свободную импровизацию, сотрудничая с Ханом Беннинком и другими членами Instant Composers Pool.
Греко-американская певица Диаманда Галас подошла к джазовой традиции с тематически и стилистически трансгрессивной точки зрения. Её альбом The Singer — пример панк-джаза, применяемого в вокале и игре на фортепиано. Басист группы Nick Cave and the Bad Seeds, Барри Адамсон записал альбом Moss Side Story, который также применяет панк и нойз-рок-перспективу в оркестровой джазовой традиции.

### 1990-е
Фри-джаз оказал большое влияние на американскую пост-хардкор сцену начала 90-х. Группа Drive Like Jehu позаимствовала соло у Black Flag. Группа The Nation of Ulysses чередовала вокал и трубу, а также сложные песенные структуры их неистовые живые шоу включали как хардкорный панк, так и свободный джаз. Чикагская группа Cap’n Jazz также позаимствовал элементы фри-джаза и гитарные мелодии, сочетая их с хардкор-криками и любительской игрой на тубе. Шведская группа Refused записала альбом под названием The Shape of Punk to Come, где они чередуют маниакальные хардкор-панк номера и более медленные, джазовые песни.

### 2000—2010
Группа Якудза из Чикаго сравнима с группой Candiria, она сочетает в себе хэви-метал с фри-джазом и психоделией. Хотя итальянской группе Ephel Duath приписывали непреднамеренное воссоздание джазкора на своих альбомах The Painter’S Palette и Pain Necessary to Know, группа отошла от него и сфокусировалась на более эзотерическую форме прогрессивного рока, похожей на музыку Фрэнка Заппы.
Другие музыканты панк-джаза включают Witchkr, 385, the 5th Plateau, Hella, Midori, La Part Maudite, Омара Альфредо Родригеса-Лопеса, Talibam!, Youngblood Brass Band, Aurora Beam и Zu. Gutbucket, и King Krule.